# طاووس کانادایی
طاووس کانادایی (نام علمی: Papilio canadensis) نام یک گونه از سرده فرانه‌ها است.